# Nation de Västmanland-Dala
La nation de Västmanland-Dala (en suédois : Västmanlands-Dala nation) est une nation de Västmanland-Dala basée à Uppsala en Suède.

## La nation
La nation de Västmanland-Dala, familièrement appelée V-Dala, est l'une des 13 nations étudiantes de l'Université d'Uppsala. La nation, destinée aux étudiants des provinces de Dalécarlie et de Västmanland, ces provinces constituant l'essentiel du Diocèse de Västerås, a été fondée en 1639, la même année que la nation de Västgöta, et est donc l'une des deux nations les plus anciennes d'Uppsala.
Le premier inspecteur de la nation fut Olof Rudbeck, nommé en 1663.
Depuis 2021, L'inspecteur est Johan Tysk, professeur de mathématiques et vice-recteur pour la discipline de la technologie et des sciences naturelles à l'Université d'Uppsala.
Le journal de V-Dala s'appelle Landskapsposten et a été fondé en 1960. Les orchestres nationaux s'appellent ab Kruthornen (fondé en 1960), V-Dala Spelmanslag (fondé en 1961) et Samba São Miguel.
La plus grande association du pays est sa chorale, Västmanlands-Dala Nationskör, ou V-Dalakören.

## La maison de la nation
La maison de la nation de Västmanland-Dala est l'un des deux bâtiments en Suède conçus par l'architecte finlandais Alvar Aalto.
Au début des années 1960, le bâtiment de la nation de Västmanland-Dala  est devenu trop petit et en mauvais état, Alvar Aalto a été chargé de concevoir un nouveau bâtiment.
L'édifice a été construit par l'entreprise de construction Anders Diös et a été mis en service en 1965.
Le bâtiment se compose de trois bâtiments reliés ensemble, chacun ayant sa propre vocation pour les besoins des étudiants. L'une des maisons est un bâtiment en pierre datant de 1939, qui abrite les locaux administratifs et la cuisine. La deuxième maison dispose d'une bibliothèque caractérisée par la luminosité caractéristique d'Alvar Aalto. La troisième maison est construite sur des piliers. Il dispose d'une salle de bal qui peut être divisée en trois parties grâce à des parois coulissantes. Les parois coulissantes peuvent être poussées dans des espaces de rangement qui, comme des ailes, dépassent des deux côtés de la façade de la maison. Les ailes et les piliers confèrent au bâtiment blanc le caractère et la légèreté si typiques des bâtiments d'Alvar Aalto. L'intention était que l'espace ouvert sous le bâtiment remplace le jardin qui était relié à l'ancien bâtiment de la nation. Cependant, l’idée n’a pas fonctionné dans la pratique car il faisait trop sombre et trop froid sous la maison. Des commerces et un restaurant y ont été construits par la suite.

## Galerie

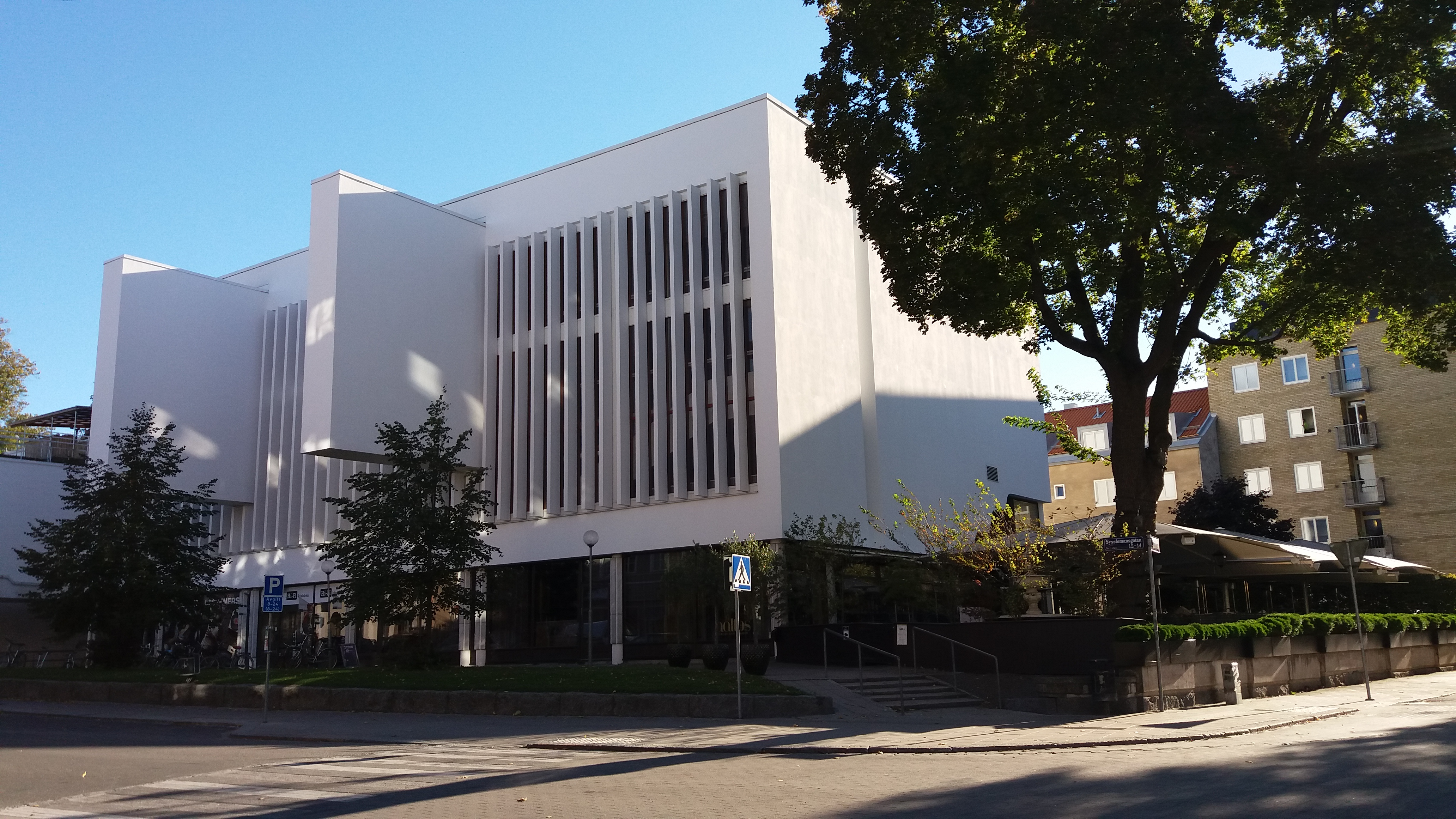
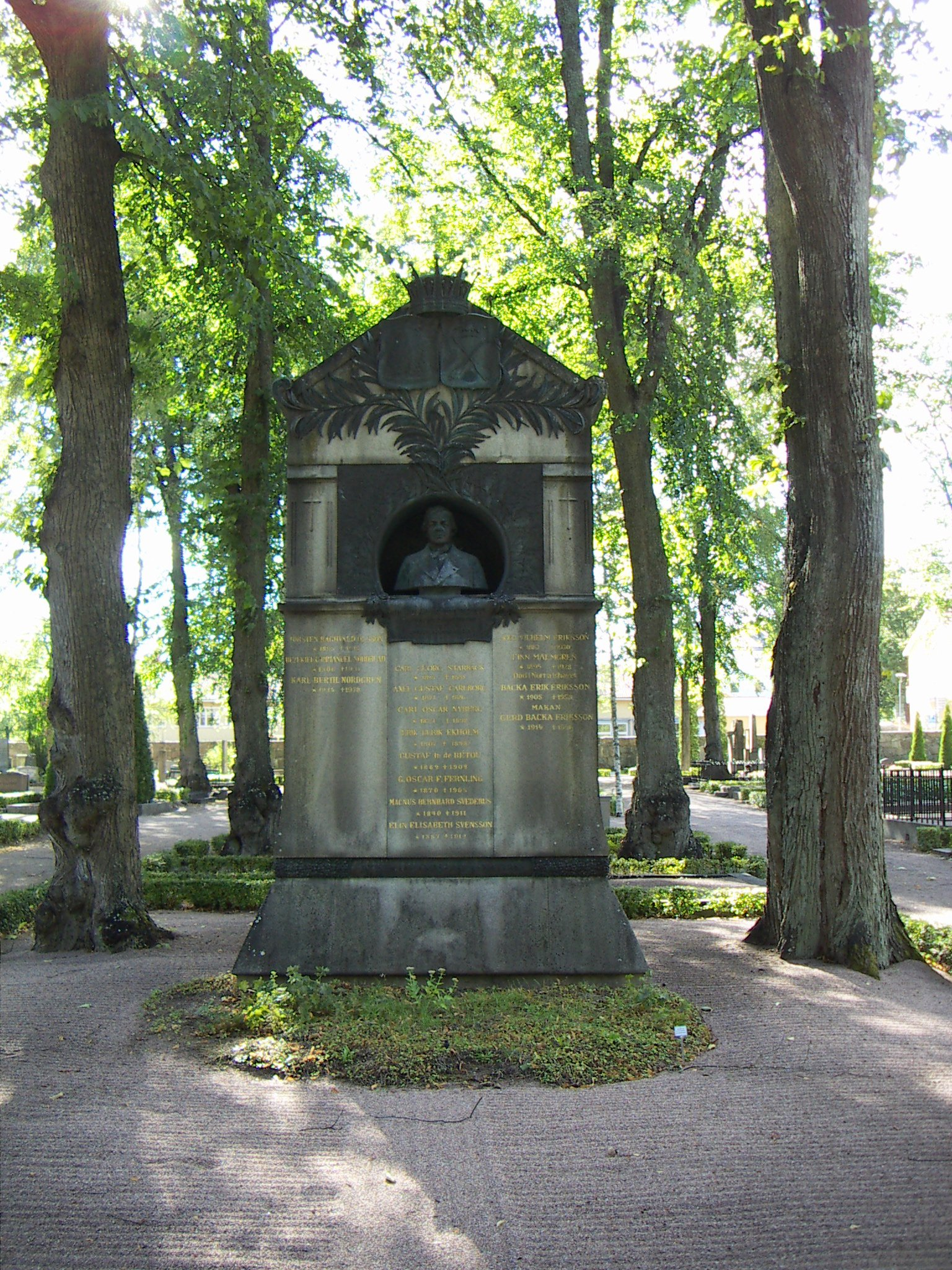
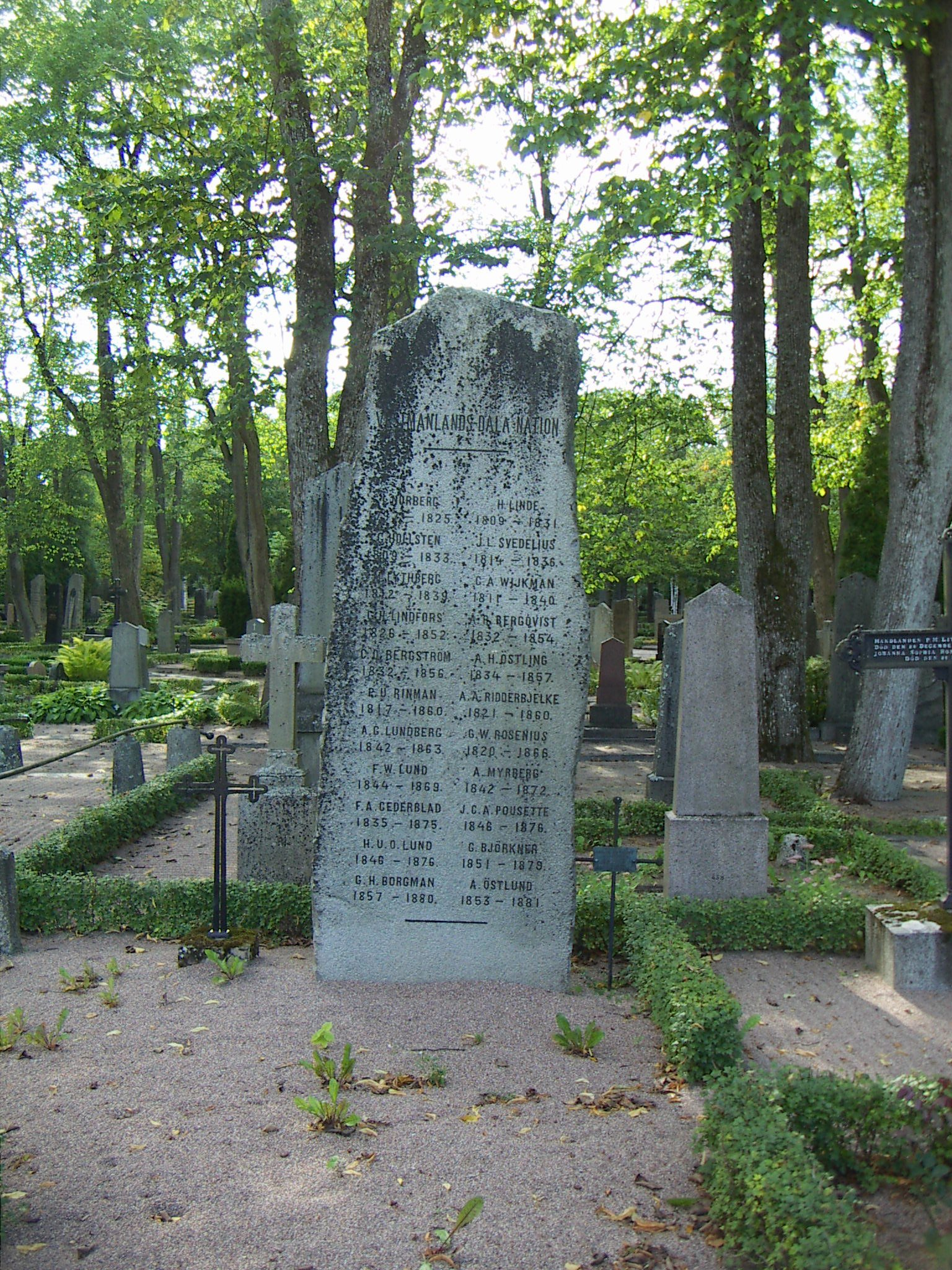